# Juan Falú
Alfredo Juan Falú (o Juan Falú, com és conegut popularment), és un reconegut guitarrista, docent, i compositor argentí de folklore nascut a Tucumán, Argentina, el 10 d'octubre de 1948, encara que viu actualment a Buenos Aires. Va tindre militància política la seva joventut en el peronisme de Base tucumà, per la dècada de 1970.
És el director del cicle musical Guitarras del mundo, un encontre que reuneix guitarristes de prestigi de tot el món.
És un dels dos artífexs del cicle Maestros del alma, en el qual, amb la pianista argentina Hilda Herrera, es va homenatjar als màxims referents de la música folklòrica argentina vius.
És docent del Conservatori Superior de Música Manuel de Falla, de Buenos Aires, a l'assignatura de curs Ritmes i formes del folklore i la música ciudadana, a més de col·laborar en la creació de la primera curs Superior de Folklore i Tango de Buenos Aires.
És un dels defensors de la teoria que sosté que el folklore argentí prové del birrítmic, en el qual se superposaria una base rítmica i harmònica presentada en 3/4 —aquesta base estaria sustentada pel bombo, un poc menys per la guitarra, el piano, etc.—, amb una línia melòdica en 6/8 executada normalment pels instruments solistes com la quena, el cantant, etc.
És un compositor prolífic i detallista de diverses formes musicals argentines, com zambas, chacareras, gatos, etc

## Discografia
- Canticorda,
- Con la guitarra que tengo
- Luz de giro
- De raíz a la copa
- La saveur de la terre
- Encuentro
- Diez anos
- Improvisaciones
- Encouentos e soledades
- Las canciones de Horacio
- Leguizamón - Castilla
- A mi Nano
- Semitas
- Falú-Dávolos
- Manos a la obra
- Juan Falú en vivo
- Falú-González-Sánchez
- Manos en Libertad
- Coquita y Alcohol